# Half of Me (canción de Geri Halliwell)
Es una canción de la cantante británica Geri Halliwell. Salió a la venta en iTunes el 25 de octubre de 2013.

## Historia
La canción fue presentada por primera vez en vivo el 3 de octubre de 2013 durante el programa The Footy Show en Australia. La canción logró connotación luego de saberse que en su primera semana vendió solo 393 copias convintiendosé así en un fatídico regreso musical para Geri. la canción debutó en el puesto 281 de la lista más importante de Australia y esa fue su posición más alta.

## Vídeo musical
- Datos: Q15981319

El vídeo para "Half Of Me" fue estrenado el 28 de octubre de 2013 en el canal oficial de Geri Halliwell en vevo GeriHalliwellVEVO, pero solo estuvo disponible para ser visto en Australia.